# Seno Reloncaví
Il Seno Reloncaví è un corpo d'acqua della regione meridionale del Cile su cui si affaccia Puerto Montt; fa parte dell'oceano Pacifico. Si trova a nord del golfo di Ancud. Appartiene alla regione di Los Lagos e bagna le coste delle province di Llanquihue e di Palena.

## Geografia
Il Seno Reloncaví misura 24 miglia marine in lunghezza (nord/sud) e 17 in larghezza. Nella parte orientale si apre un profondo e stretto braccio di mare, che termina in un fiordo, chiamato Estero Reloncaví (o Estuario de Reloncaví), lungo 30 M, dove sfociano i fiumi Petrohué, Cochamó e Puelo.
Si trovano all'interno dell'insenatura le isole Maillén e Tenglo e, parzialmente, le isole dell'arcipelago di Calbuco. L'ingresso all'insenatura si trova tra punta Perhue (l'estremità sud-est dell'isola Puluqui) e punta Trentelhué (sul continente) ed è chiuso parzialmente dall'isola Queullín

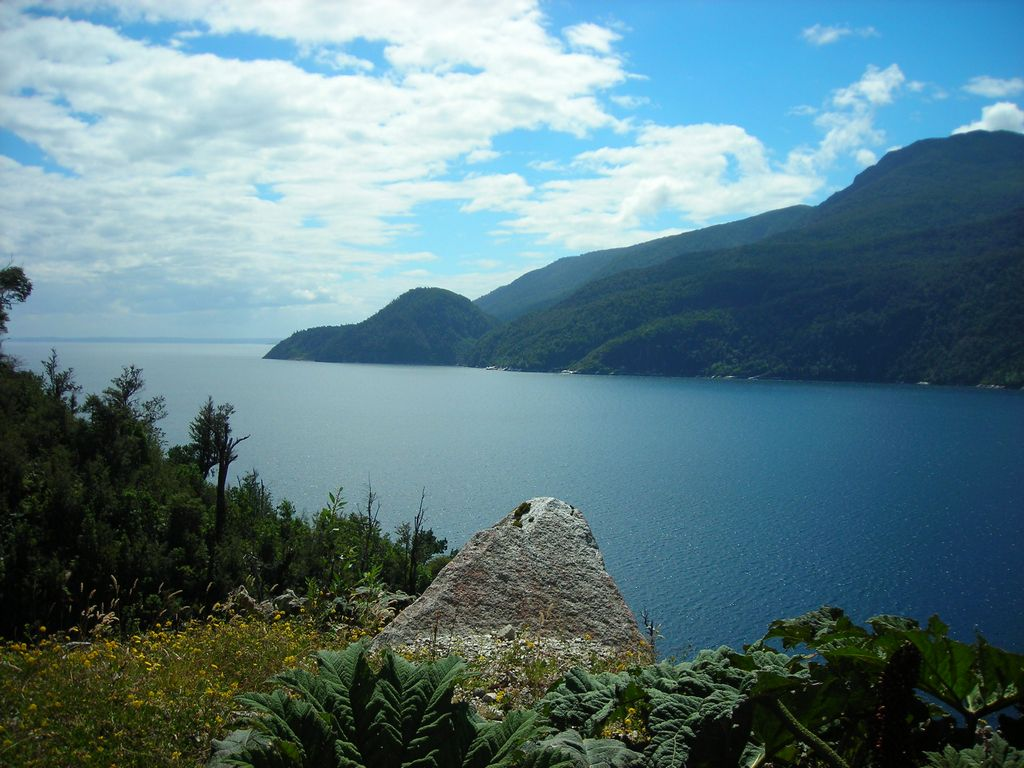
Estero Reloncaví